# Американський трионікс
Американський трионікс (Apalone) — рід черепах з родини трикігтеві черепахи підряду м'якотілі черепахи. Має 3 види. Раніше їх відносили до роду трионікс. Проте з 1987 року відокремлено у самостійний рід.

## Опис
Загальна довжина представників цього роду коливається від 12 до 60 см. Спостерігається статевий диморфізм: панцир самиць майже удвічі довший, ніж у самців. Вага у самців сягає до 5 кг, а самиць — 20. У самців кігті на передніх лапах довші за кігті на задніх, а у самиць навпаки. Самці мають довгий та товстий хвіст, а у самиць він короткий й тонкий. за будовою панцира доволі схожі з родом Трионікс: карапакс сильно плаский, ніс витягнутий.
Забарвлення здебільшого оливкового, коричнюватого, сіруватого кольору. Пластрон світліший за карапакс. Шкіра шиї та лап з жовтуватим відтінком.

## Спосіб життя
Полюбляють річки, озера, болота. Усе життя проводять у воді. Дуже вправні плавці. Харчуються здебільшого рибою, а також земноводними та водяними комахами.
Самиці відкладають до 38 яєць. Інкубаційний період триває до 100 діб.

## Розповсюдження
Мешкають у Північній Америці.

## Види
- Apalone ferox
- Apalone mutica
- Apalone spinifera